# Teatro Estatal de la Canción (Azerbaiyán)
El Teatro de Canción Estatal de Azerbaiyán se encuentra en Bakú, en la calle Rashid Behbudov, 12. El teatro fue fundado en 1968 por el Artista del Pueblo de la RSS de Azerbaiyán y de la URSS, Rashid  Behbudov y ahora lleva su nombre.

## Estructura del teatro
El edificio del teatro fue construido en 1901 por el arquitecto Józef Gosławski en el estilo de la arquitectura neoclásica. Este edificio fue construido para la sinagoga.

## Actividad del teatro
El repertorio del teatro se compone de las músicas folklóricas, mugam y las obras de los compositores nacionales como Uzeyir Hajibeyov, Qara Qarayev, Fikret Amirov, Tofig Guliyev, Rauf Hajiyev, Jahangir Jahangirov, etc. 
En los últimos años el colectivo del teatro participó en estos eventos: en 2000 – la apertura de Expo 2000 en Hannover; en 2001-2002 – la representación de la cultura de Azerbaiyán en Turquía; en 2003 – los “Días de la cultura de Azerbaiyán” en Alemania; en 2004 – la organización de Nouruz en Ekaterimburgo; en 2005 – los “Días de la cultura de Azerbaiyán” en Viena y el Festival Internacional de Música “Martisor” en Chisináu.